# Heliophanus turanicus
Heliophanus turanicus este o specie de păianjeni din genul Heliophanus, familia Salticidae, descrisă de Charitonov, 1969. Conform Catalogue of Life specia Heliophanus turanicus nu are subspecii cunoscute.